# Niccolò Polo

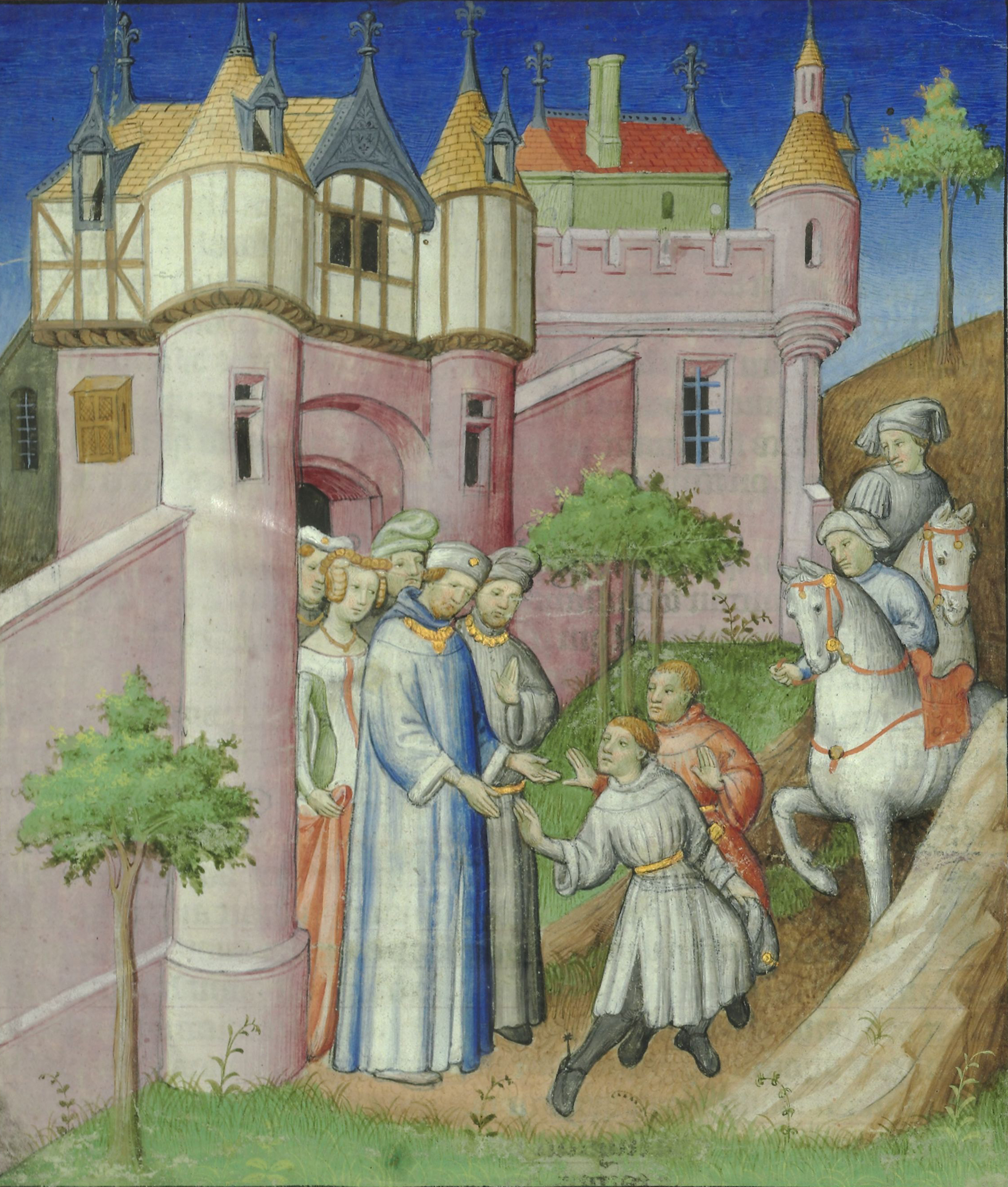
Kaiser Balduin II. verabschiedet 1260 die Brüder Niccolò und Maffeo Polo zu ihrer Reise nach China an den Hof des Kubilai Khan. Darstellung aus einer um 1410 gefertigten Kopie des Livre des merveilles du monde des Marco Polo. Bibliothèque nationale de France, Paris

Niccolò Polo († zwischen Februar und August 1300) war ein venezianischer Kaufherr und Vater des berühmten mittelalterlichen Chinareisenden Marco Polo (um 1254–1324). Gemeinsam mit seinem Bruder Maffeo Polo (auch Matteo Polo; † zwischen 1310 und 1318) unternahm Niccolò Polo etwa von 1260 bis 1269 eine erste Handelsreise ins Mongolenreich, wurde von Kublai Khan gut aufgenommen und von diesem bei der Heimreise mit der Zusendung christlicher Missionare beauftragt. Auf ihre zweite Asienreise nahmen Niccolò und Maffeo Polo 1271 den jungen Marco mit und hielten sich bis etwa 1292 im Reich des Großkhans auf, doch ist über ihre dortigen Aktivitäten kaum etwas bekannt. Auch über ihr Leben nach ihrer Rückkehr nach Venedig 1295 ist nichts überliefert.

## Abstammung und Familie
Die Polo-Familie zerfiel im frühen 13. Jahrhundert in zwei Zweige. Vertreter dieser beiden Linien nannten sich zu ihrer Unterscheidung nach den Parochien, in denen sie wohnten, die Polos von San Felice bzw. die Polos von San Geremia. Laut dem vom schottischen Orientalisten Henry Yule in seiner Ausgabe von Marco Polos Reisebeschreibung angeführten Stemma war Niccolò Polo der Sohn eines dem erstgenannten Zweig angehörenden Andrea Polo und hatte außer seinem jüngeren Bruder Maffeo noch einen älteren Bruder Marco, der zur Unterscheidung vom bekannten Weltreisenden Marco Polo der Ältere genannt wird. Ferner hatte Niccolò Polo außer seinem Sohn Marco (* um 1254; † 1324) von einer Frau unbekannten Namens einen weiteren, aus seiner zweiten Ehe mit Fiordelisa Trevisan stammenden Sohn namens Maffeo (dessen im August 1300 aufgesetztes Testament erhalten ist) sowie zwei uneheliche Söhne Stefano und Giovannino von einer Frau namens Maria.

## Erste Reise zu Kublai Khan
Neun kurze Anfangskapitel des Reiseberichts Marco Polos stellen das einzige Zeugnis dafür dar, dass bereits während seiner Kindheit sein Vater Niccolò und sein Onkel Maffeo eine ausgedehnte Handelsreise in den Osten unternahmen, die sie bis an den Hof Kublai Khans führte. Demnach ließ Niccolò Polo seine mit Marco schwangere Gattin bei seinem Aufbruch in der Heimat zurück und reiste mit seinem Bruder Maffeo zunächst nach Konstantinopel, wohin sie eine reiche Schiffsladung von Waren mitbrachten. Diese bedeutende Stadt war 1204 während des Vierten Kreuzzugs mit Beteiligung der Venezianer unter ihrem Dogen Enrico Dandolo erobert worden und gehörte anschließend zum Lateinischen Kaiserreich. So hatte die Republik von San Marco ihre Wirtschaftsinteressen sehr fördern können, weil sie nun den Schwarzmeerhandel dominierte. Viele venezianische Kaufleute errichteten damals Handelsniederlassungen in Konstantinopel, so auch zeitweilig Niccolòs Bruder Marco Polo der Ältere, wie aus dessen Testament vom 27. August 1280 hervorgeht. Dieser Urkunde zufolge besaß der gleichnamige Onkel des berühmten Weltreisenden auch eine Niederlassung in Soldaia auf der Krim.
Niccolò und Maffeo Polo waren mit ihrem älteren Bruder Marco geschäftlich verbunden. Ihren Aufenthalt in Konstantinopel beendeten sie um 1260, wohl weil der baldige Niedergang des die venezianische Hegemonie am Bosporus maßgeblich garantierenden Lateinischen Kaiserreichs für sie deutlich erkennbar war und sie nicht in die damit verbundenen Wirren hineingezogen werden wollten. Von solchen Motiven für das Verlassen Konstantinopels berichtet Marco Polo aber nichts. Laut seiner Version hätten sein Vater und Onkel nur die Absicht verfolgt, ihr Handelskapital zu vergrößern, weshalb sie vor ihrer Abreise aus Konstantinopel Edelsteine kauften und sich dann nach einer Fahrt durch das Schwarze Meer nach Soldaia begaben. Vielleicht zogen sie damit nur von einem Handelsstützpunkt der Familie zum nächsten, um von diesem aus neue Handelsrouten weiter im Osten zu suchen.
Der weitere Weg führte Niccolò und Maffeo Polo nach der am Unterlauf der Wolga im Gebiet der Goldenen Horde gelegenen Stadt Sarai, wo Berke Khan, ein Enkel Dschingis Khans, residierte. In einer höfisch ausgemalten Darstellung erzählt Marco Polo, dass seine Verwandten von Berke Khan ehrenvoll empfangen worden seien. Nach diesem Bericht boten die beiden Venezianer ihre Edelsteine dem Herrscher der westlichen Mongolen als Geschenk an, weil sie dessen Entzücken fanden, erhielten dafür aber eine doppelt so wertvolle Gegengabe. Es existieren urkundliche Zeugnisse, laut denen auch weitere italienische Kaufleute mongolischen Fürsten ihre Waren übergaben und dafür andere Handelsgegenstände bekamen, deren Preis aber ganz im Ermessen des jeweiligen Khans lag, womit sich für die Kaufleute neben häufig guten Gewinnaussichten auch ein gewisses Risiko ergab.
Über Details des Aufenthalts seiner Verwandten im Reich Berke Khans wie etwaige Handelsaktivitäten schweigt sich Marco Polo aus. Seiner Darstellung zufolge wollten Niccolò Polo und sein Bruder nach einjährigem Verbleib im Reich der Goldenen Horde in ihr Vaterland zurückkehren, doch ein Krieg zwischen Berke Khan und Hülegü hätte ihre Rückroute nach Konstantinopel blockiert. Diese Version hält Marina Münkler nicht für plausibel, da die innermongolischen Kämpfe sich im Kaukasus weit südlich der Straße von Sarai nach Soldaia abgespielt und dadurch den Weg nach Konstantinopel kaum versperrt hätten. Vielmehr sei die Rückeroberung der Metropole durch Michail VIII. Palaiologos (1261) und die anschließende Ausweisung der dortigen Venezianer der wahre Hinderungsgrund für die von den Polos geplante Heimreise über Konstantinopel gewesen.
Jedenfalls wandten sich Niccolò und Maffeo Polo von Sarai zuerst ostwärts und zogen dabei nördlich am Kaspischen Meer vorbei. Danach reisten sie südostwärts zwischen diesem Meer und dem Aralsee nach Buchara. Diese Stadt war eine wichtige Station der Seidenstraße und lag im Tschagatai-Khanat, in dem aber wieder innermongolische Kämpfe tobten. Die militärischen Konflikte standen im Zusammenhang mit dem Bruderkrieg zwischen Kublai Khan und Arig-Böke, die beide die Oberherrschaft als Großkhan anstrebten. In der Folge saßen die Venezianer erneut fest und konnten Buchara weder in westlicher noch in östlicher Richtung verlassen. Von den dafür verantwortlichen Kriegen berichtet Marco Polo nichts, sondern erwähnt nur den dreijährigen Aufenthalt seines Vaters und Onkels in Buchara, ohne nähere Details über deren damalige Lebensführung anzugeben. Über die Umstände, unter denen seinen Verwandten die Abreise schließlich doch gelang, führt er aus, dass ein von Hülegü zu Kublai Khan geschickter Bote unterwegs um 1264 nach Buchara kam, erfreut die Venezianer traf und ihnen anbot, sich ihm anzuschließen. Kublai Khan habe nach seinen Worten noch nie einen Lateiner gesehen und würde sie gut aufnehmen. Da sie hierdurch Aussicht auf sicheres Geleit zu Kublai Khan erhielten, hätten die Polos den Vorschlag akzeptiert.
Der Weg zur nicht namentlich genannten Residenz Kublai Khans, der sich im Machtkampf gegen Arig-Böke 1264 endgültig durchsetzen konnte, dauerte für Niccolò Polo und seinen Bruder ein ganzes Jahr. Der Großkhan empfing die Venezianer laut der Erzählung Marco Polos huldvoll, veranstaltete ihnen zu Ehren ein Fest und erbat von ihnen Auskunft über die Herrscherpersönlichkeiten, Rechtspflege, Kriegskunst sowie christliche Religion in den abendländischen Reichen. Die Polos wurden nach dieser Darstellung von Kaufherren zu kulturellen Vermittlern, die Kublai Khans Fragen in der von ihnen mittlerweile gut beherrschten tatarischen Sprache gern und verständig beantwortet hätten. Der franziskanische Gesandte Wilhelm von Rubruk, der noch an den 1241 erfolgten verheerenden Einfall Batu Khans nach Osteuropa dachte, hatte hingegen 1254 bei seinen Erwiderungen auf die Fragen des damaligen Großkhans Möngke viel größere Zurückhaltung geübt; zu groß war zu seiner Zeit das Misstrauen gegenüber den Mongolen gewesen.
Im weiteren Bericht erzählt Marco Polo, dass sein Vater und Onkel bei ihrer Heimkehr von Kublai Khan mit einer Mission an den Papst beauftragt worden wären. Der Mongolenherrscher habe das geistliche Oberhaupt der Christenheit in einem den Polos mitgegebenen Brief um die Zusendung von einhundert in den Sieben Freien Künsten erfahrenen Männern ersucht, die den Gelehrten seines Reiches einleuchtend darzulegen versuchen sollten, dass der christliche Glaube auf tieferer Wahrheit beruhe als die mongolische Religion. Ferner sollten die Polos ihm, wenn sie wieder an seinen Hof kämen, ein paar Tropfen des heiligen Öls von der Lampe des Jesusgrabes zu Jerusalem mitbringen. Zwar verwendeten Mongolenherrscher öfters italienische Fernhandelskaufleute als Gesandte an europäische Mächte, doch standen hier eher militärpolitische Aspekte wie das Schmieden einer Allianz gegen die Mamluken als religiöse Absichten im Vordergrund.
Mit einem Goldtäfelchen versehen, das ihnen im gesamten Reich Kublais das Recht auf Zurverfügungstellung von Proviant, Führern und Herberge einräumte, seien die Venezianer laut Marco Polo gemeinsam mit dem mongolischen Offizier Khogatal heimwärts aufgebrochen, doch sei ihr Begleiter unterwegs infolge einer Erkrankung zurückgeblieben. Über Ayas trafen die Polos schließlich nach dreijähriger Reise im April 1269 in der Hafenstadt Akkon ein, doch herrschte nach dem am 29. November 1268 erfolgten Tod des Papstes Clemens IV. eine Zeit der Sedisvakanz. Angeblich auf Rat des Kardinallegaten Tebaldo Visconti, der sich damals in Akkon aufgehalten habe, beschlossen die Venezianer, auf die Wahl eines neuen Papstes zu warten und sich unterdessen wieder nach Venedig zu begeben. Die Darstellung Marco Polos dürfte in Bezug auf Tebaldo Visconti unzutreffend sein, da dieser sich anscheinend 1269 noch gar nicht in Akkon befand, sondern dort erst 1271 eintraf.

## Zweite Reise zu Kublai Khan und späteres Leben
In Venedig angekommen erfuhr Niccolò Polo vom Tod seiner Gattin und traf seinen nun etwa 15-jährigen Sohn Marco. Er verheiratete sich in zweiter Ehe mit Fiordelisa Trevisan und bekam mit ihr den Sohn Maffeo. Hingegen hatte Niccolòs gleichnamiger Bruder, der mit einer Marta vermählt war, keine Kinder. Marco Polos Bericht stellt nicht dar, wie sein heimgekehrter Vater und Onkel nach so langer Abwesenheit aufgenommen wurden und gibt auch keine sonstigen Einzelheiten über ihren Aufenthalt in der Heimat wieder. Es wird lediglich erzählt, dass die Polo-Brüder sich nach zweijährigem erfolglosem Warten auf die Wahl eines Papstes 1271 für ihren erneuten Aufbruch in den Osten unter Mitnahme des jungen Marco entschieden, da sie ihre zweite Reise zum Großkhan nicht weiter verschieben wollten.

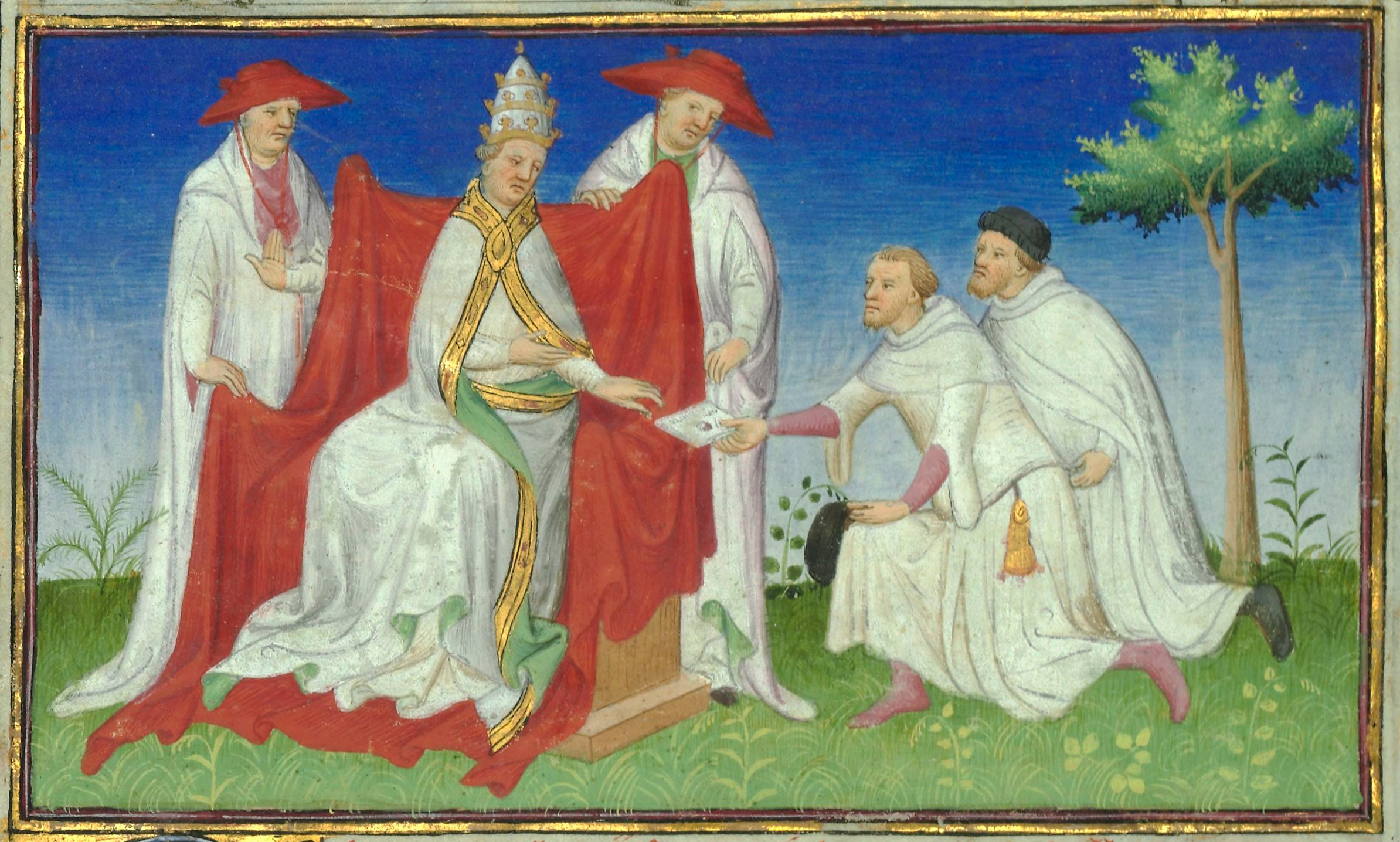
Niccolò und Maffeo Polo mit Gregor X.
Le livre des Merveilles du Monde, Handschrift des 14. Jahrhunderts

Die Polos machten zunächst in Akkon Halt und besorgten sich in Jerusalem mit Einverständnis Tebaldo Viscontis etwas Öl von der Lampe des Jesusgrabes. Mit einem Schreiben des Kardinallegaten an den Großkhan versehen, das die redlichen Bemühungen der Polos um die Erfüllung von dessen Aufträgen bestätigte und ihr teilweises Misslingen mit der nach wie vor andauernden Sedisvakanz begründete, machten sich die drei Venezianer auf den Weg nach Ayas. Unterwegs erfuhren sie bald, dass der Legat mittlerweile am 1. September 1271 als Gregor X. zum Papst gewählt worden war und reisten auf dessen Aufforderung nach Akkon zurück. Der Heilige Vater händigte ihnen Briefe an den Großkhan aus und gab ihnen wenigstens zwei zufällig in Akkon weilende Dominikanermönche namens Niccolò da Vicenza  und Guglielmo da Tripoli auf den Weg mit. Von Letzterem ist dessen Orienterfahrenheit und Vertrautheit mit dem Papst bekannt. Es existieren aber keine die von Marco Polo erwähnte Korrespondenz Gregors X. mit Kublai Khan bestätigenden kurialen Dokumente, ferner auch keine sonst üblichen Abschriften dieser Korrespondenz. Dem berühmten Weltreisenden zufolge kehrten die beiden die Polos begleitenden Mönche bereits beim Marsch durch Armenien wieder um, angeblich aus Angst vor einem Einfall des ägyptischen Sultans in diese Region, so dass die drei Venezianer ihren Weg allein fortsetzten und erst 1275 Kublai Khan in dessen Sommerresidenz Shangdu trafen.
Marco Polo erwähnt den ehrenvollen Empfang, den der Großkhan ihm sowie seinem Vater und Onkel bereitet habe. Niccolò und Maffeo Polo hätten dem Mongolenherrscher Gregors Schreiben und Geschenke sowie das Öl vom Heiligen Grab übergeben und ihm den jungen Marco vorgestellt, der zu Kublai Khans Ehrenbegleiter ernannt worden sei. Ab nun nimmt Marco Polo in der weiteren Erzählung des Prologs seines Reiseberichts die zentrale Rolle ein. Siebzehn Jahre lang habe er nun auf Anordnung des Großkhans viele Gebiete von dessen Reich bereist und seinem Auftraggeber immer zu dessen voller Zufriedenheit Bericht über die in den von ihm besuchten Regionen herrschenden Zustände erstattet. Details über den Verlauf dieser Reisen und seine sonstigen Lebensumstände nennt der Autor nur wenige. So ist denn auch über die Unternehmungen der beiden älteren Polos in diesem langen Zeitraum praktisch nichts bekannt.
Nur bei einer Gelegenheit berichtet Marco Polo, dass sein Vater und Onkel Kublai Khan im Rahmen von dessen Krieg gegen die Südchina beherrschende Song-Dynastie zur Einnahme der seit drei Jahren vergeblich belagerten Stadt Xiangyang verholfen hätten. In ihrer Gesellschaft wären zwei Meister im Wurfmaschinenbau, ein Deutscher und ein Nestorianer, gewesen, und auf Veranlassung der Polos seien Katapulte nach abendländischer Technik hergestellt worden, deren Einsatz zur Einnahme Xiangyangs geführt hätte. Da diese Stadt jedoch nach chinesischen Quellen bereits 1273, also während der Abwesenheit der Venezianer von China fiel, ist deren von Marco Polo beschriebene Rolle bei der Eroberung Xiangyangs in der Forschung strittig.
Im Gefolge der als Braut für den Il-Khan Arghun ausersehenen 17-jährigen mongolischen Prinzessin Kököchin gelangten die drei Venezianer nach langjährigem China-Aufenthalt trotz des anfänglichen Sträubens Kublai Khans, sie ziehen zu lassen, nach einer Fahrt durch den Indischen Ozean zunächst nach Persien und schließlich 1295 nach Venedig zurück. Als sie sich in Trapezunt aufgehalten hatten, war aber ein bedeutender Teil ihres Vermögens in die Hände der Beamten des dort herrschenden Kaisers Johannes II. Komennos gefallen, wie aus dem Testament Maffeo Polos hervorgeht. Mit den ihnen übriggebliebenen Geldmitteln erwarben sie ein Haus in San Giovanni Grisostomo nahe dem sog. Corte del Milion unweit Rialto. Maffeo Polo wurde am 1. Oktober 1296 in den Großen Rat Venedigs für den Stadtteil Cannaregio gewählt.
Wie die älteren Polos in ihrer Heimat den Lebensabend verbrachten, ist nicht überliefert. Immerhin ist bekannt, dass sich Niccolò und Maffeo Anfang des Jahres 1300 auf Kreta aufhielten, wo sie drei Galeeren mieteten, um auf Zypern und in syrischen Hafenstädten Handel zu treiben. Niccolò Polo starb kurz darauf zwischen dem Februar und August 1300 und wurde in der Klosterkirche San Lorenzo beigesetzt. Sein Bruder Maffeo setzte 1310 ein langes Testament auf, verschied also nach diesem Zeitpunkt, aber vor 1318.